# Théâtre Océan Nord
Résidence
Le Théâtre Océan Nord est un théâtre bruxellois situé à Schaerbeek depuis 1996. Les codirecteurs en sont Isabelle Pousseur et Michel Boermans qui ont fondé en 1982 la compagnie nommée à ses débuts, Théâtre du Ciel Noir, en référence à un texte de Bertolt Brecht.
Une modification de la philosophie de travail, l'occupation permanente d'un lieu situé dans le quartier nord de Bruxelles et une composition différente de l'équipe ont amené le changement de nom de cette compagnie.
Depuis 1996, le Théâtre Océan Nord occupe et a transformé un ancien garage de la rue Vandeweyer à Schaerbeek. Dès le début, un travail, sous forme d'ateliers pour enfants et adultes, est effectué auprès des habitants du quartier pour permettre l'intégration au réseau urbain et offrir l'accès au théâtre à une population relativement pauvre et fortement immigrée.
Les auteurs joués sont souvent issus du Nord de l'Europe (par exemple le Hongrois Imre Kertész, la Britannique Sarah Kane ou le Suédois Lars Norén) mais régulièrement, le théâtre propose les créations d'Isabelle Pousseur.
Le théâtre 
- accueille régulièrement des jeunes compagnies,
- offre aux comédiens qui viennent de sortir des écoles de théâtre un lieu de répétition et la possibilité de présenter leur création pendant environ deux semaines.
- organise des ateliers, avec des amateurs du quartier ou d'autres communes de Bruxelles, qui durent plus ou moins un an et qui donnent lieu à des représentations
- organise des Rencontres d'Ateliers où les maisons de jeunes et autres institutions peuvent se produire.

## Équipe
- Direction artistique : Isabelle Pousseur
- Adjointe à la direction : Guillemette Laurent
- Codirection, Image : Michel Boermans
- Administration : Patrice Bonnafoux
- Communication & presse : Julie Fauchet
- Relation avec le public scolaire et associatif :  Romain Cinter
- Coordination: Ysée Marbaix
- Régie générale: Nicolas Sanchez, Léo Monvoisin

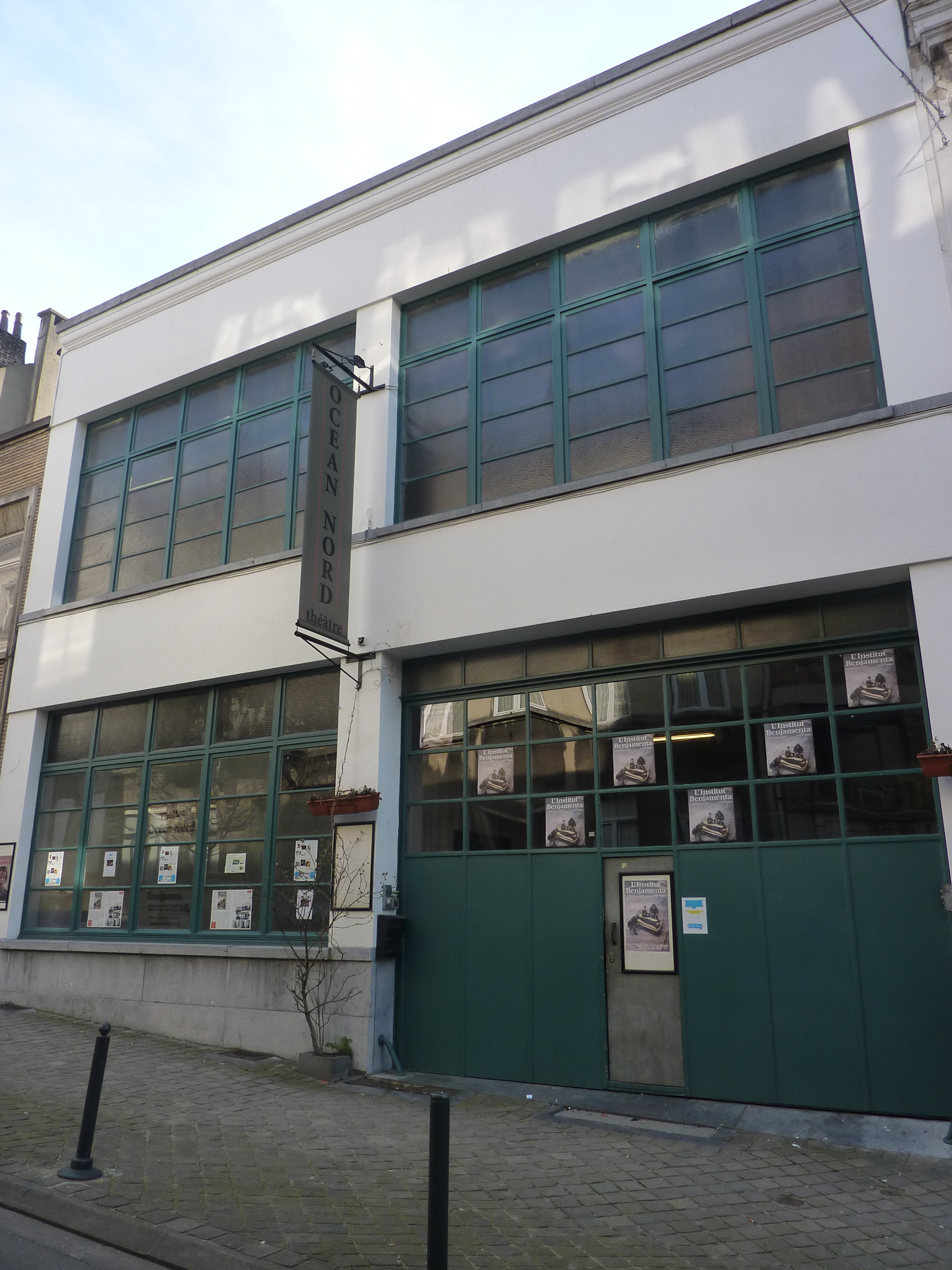
La porte d'entrée portant un encadrement pour les affiches.

- Intendance: Mina Milienos

## 2025 Suspension des activités
Le Théâtre se voit obligé de suspendre ses activités en juin 2025 suite à une inspection du SIAMU (Service d’incendie et d’aide médicale urgente de la Région de Bruxelles Capitale) qui exige d'importants travaux pour la rénovation du local des chaudières, l'ajout d'alarmes incendie tous les 10 mètres, le remplacement de cloisons en bois par des matériaux durs, etc. Problème supplémentaire et d'importance : pour accueillir plus de 67 spectateurs, la porte d'entrée du théâtre de 67 cm de large devrait être agrandie mais elle est classée car le bâtiment, de style moderniste et datant des années 1950, est repris à l’inventaire du patrimoine bruxellois, ce qui pose un problème pour toute modification.